# Okamejei heemstrai
Okamejei heemstrai är en rockeart som först beskrevs av McEachran och Fechhelm 1982.  Okamejei heemstrai ingår i släktet Okamejei och familjen egentliga rockor. IUCN kategoriserar arten globalt som otillräckligt studerad. Inga underarter finns listade i Catalogue of Life.